# Mount Dummett
Mount Dummett är ett berg i Antarktis. Det ligger i Östantarktis. Australien gör anspråk på området. Toppen på Mount Dummett är 1 270 meter över havet.
Terrängen runt Mount Dummett är huvudsakligen platt, men västerut är den kuperad. Trakten är obefolkad. Det finns inga samhällen i närheten.